# روبرت هارفي (سياسي بريطاني)
روبرت هارفي (بالإنجليزية: Robert Harvey)‏ هو صحفي وسياسي بريطاني، ولد في 21 أغسطس 1953. حزبياً، نشط في حزب المحافظين. في الانتخابات العمومية للمملكة المتحدة 1983 ‏، انتخب عضو البرلمان التاسع والأربعون للمملكة المتحدة عن دائرة Clwyd South West (UK Parliament constituency) ‏ خلال فترته النيابية ‏ (9 يونيو 1983 – 18 مايو 1987).